# Dschabaʿ
Dschabaʿ (arabisch جبع, DMG Ǧabaʿ) war ein palästinensisches Dorf im britisch-palästinischen Distrikt Haifa, das im Palästinakrieg 1948 von israelischen Militäreinheiten erobert wurde. Wie hunderte andere palästinensische Orte wurde das Dorf im Zuge der Nakba zerstört und die heimische Bevölkerung vertrieben. Im Jahr 1945 hatten zuvor rund 1100 Menschen dort gelebt.

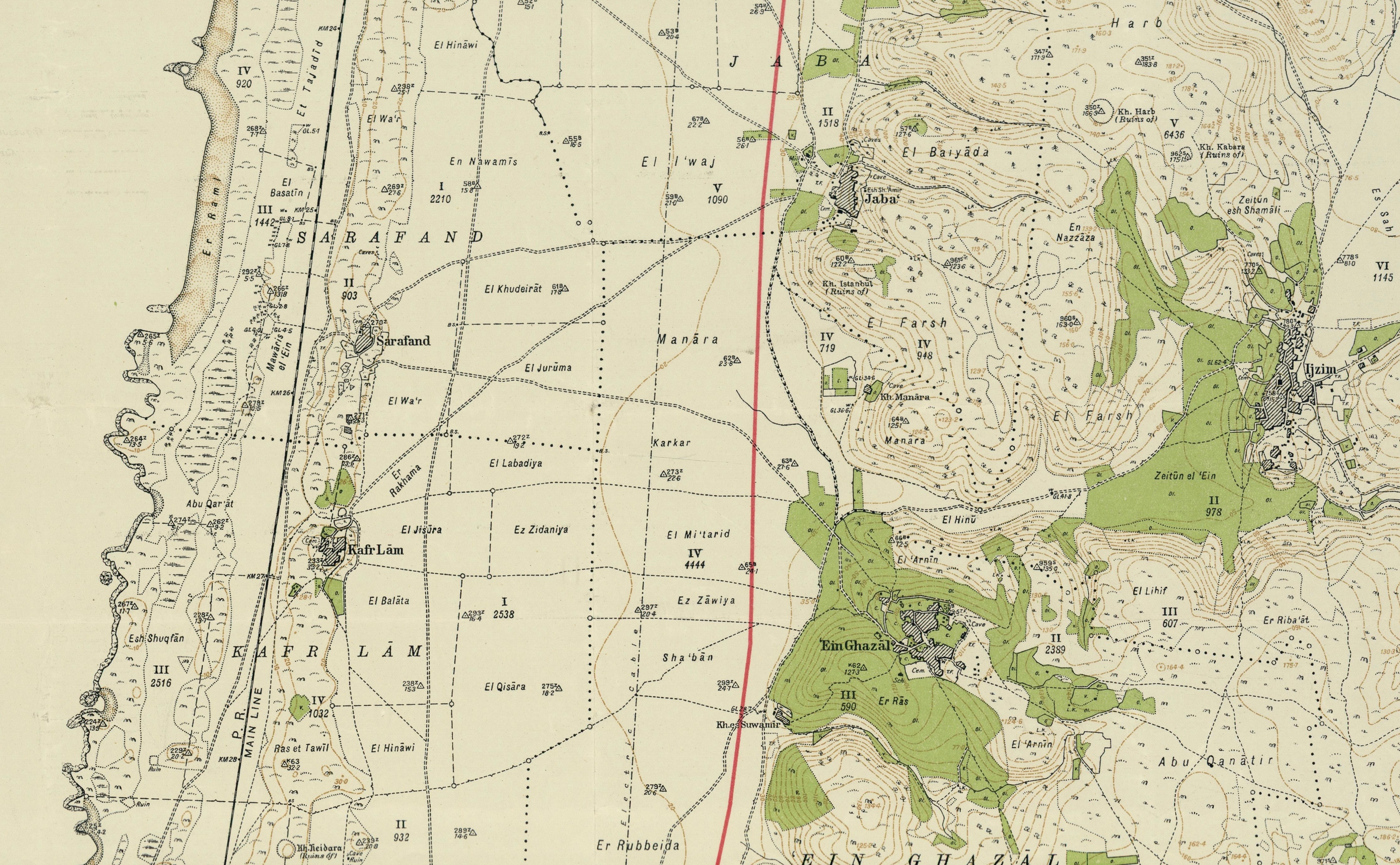
Karte von Dschabaʿ und seinen Nachbardörfern Idschsim und ʿAin Ghazal, im Westen die Küstenebene

## Geschichte

### Zerstörung und Entvölkerung im Palästinakrieg 1948
Zusammen mit seinen Nachbardörfern Idschsim und ʿAin Ghazal bildete Dschabaʿ das sogenannte Kleine Dreieck an der nur wenige Kilometer breiten Ebene zwischen dem Mittelmeer und den Ausläufern des Karmelgebirges. Die Einnahme der Dörfer hatte für die Israelis daher hohen strategischen Wert, um die Küstenstraße  von Tel-Aviv nach Haifa zu kontrollieren. In einer Kabinettssitzung am 14. Juli 1948 befahl Israels Premierminister David Ben-Gurion die Operation Shoter – Operation Polizist zur Einnahme der Dörfer. Bereits am 12. Juli sowie nachfolgend am 17. und 19. Juli warfen israelische Flugzeuge insgesamt eine Bombenlast von vier Tonnen auf die Dörfer. Am Boden gelang es den palästinensischen Verteidigern, die israelischen Streitkräfte zunächst abzuwehren. Am 24. Juli griffen die Israelis mit Unterstützung durch schweren Artilleriebeschuss und erneute Bombenabwürfe erneut an, wobei ihnen schließlich der Durchbruch gelang. Nach der Eroberung des Kleinen Dreiecks wurden die palästinensischen Bewohner von Dschabaʿ, Idschsim und ʿAin Ghazal am 26. Juli 1948 von den Israelis ins Westjordanland nach Dschenin vertrieben. Während das Dorf Idschsim der vollständigen Zerstörung entging, wurden seine nun verlassenen Nachbardörfer Dschabaʿ und ʿAin Ghazal von den Israelis dem Erdboden gleichgemacht, um eine Rückkehr der Vertriebenen zu verhindern.